# Pfarrkirche St. Veit (Krems)

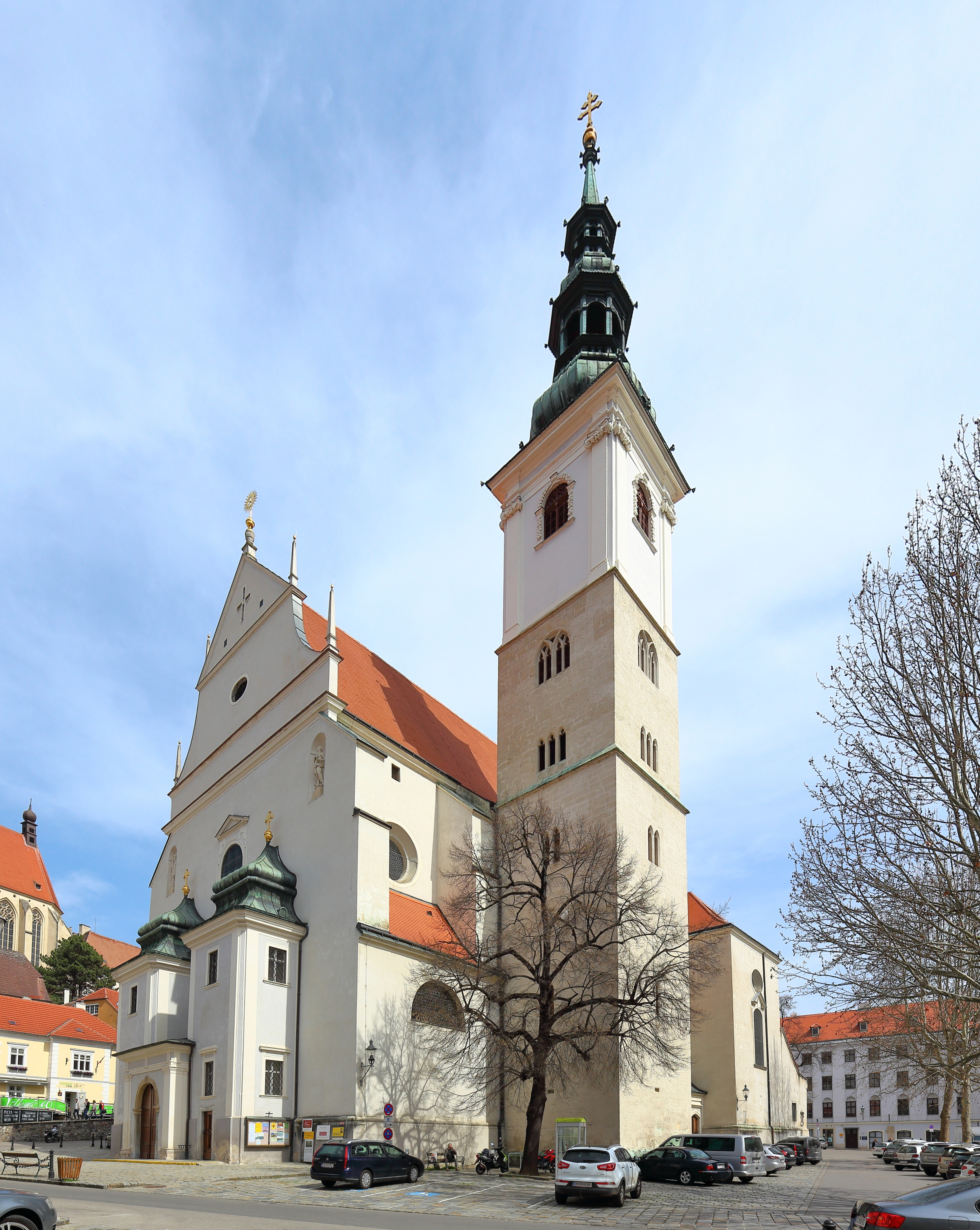
Pfarrkirche St. Veit in Krems

Die Pfarrkirche St. Veit in der Stadt Krems an der Donau ist eine römisch-katholische Kirche. Sie wird auch „Dom der Wachau“ genannt.

## Pfarr- und Baugeschichte
Sie geht auf eine Schenkung Kaiser Heinrichs II. von 1014 zurück und besaß zunächst als sogenannte „Mutterpfarre“ eine beträchtliche Ausdehnung. Erst 1178 wurde Sankt Veit (Vitus) als Titelheiliger der Kirche genannt, was zur Hypothese führte, die älteste Pfarrkirche wäre an der Stelle der heutigen Piaristenkirche Krems (Frauenbergkirche) zu suchen und wäre dem Hl. Stephan geweiht gewesen. 
Vom mittelalterlichen Kirchenbau besteht nur mehr der untere Teil des Turmes, der ins frühe 13. Jahrhundert datiert wird. Wegen des schlechten Bauzustandes erfolgte ein völliger Abriss und ein Neubau (1616–1630) nach den Plänen des aus Mailand stammenden Cypriano Biasino.
Nach außen stellt sich die Kirche als strenger, frühbarocker Bau dar, die Inneneinrichtung stammt aus dem 18. Jahrhundert. Wesentlich war die Tätigkeit des Passauer Bildhauers und Architekten Joseph Matthias Götz (Hochaltar, Chorgestühl, Kanzel) ab 1733 und die Ausgestaltung der Kirche mit Deckenfresken. Sie stammen von Martin Johann Schmidt („Kremser Schmidt“) und wurden im Jahre 1787 geschaffen, das Hochaltarbild schuf 1734 Johann Georg Schmidt („Wiener Schmidt“), ein älterer Zeitgenosse ohne verwandtschaftliche Beziehung. 
Der Seitenaltar aus schwarzem Marmor im linken Querschiff befand sich ursprünglich in der „Bründlkapelle“ des Kapuzinerklosters Und, die 1796 bei der Klosteraufhebung hierher übertragen wurde. In ihm fand auch die kleine Marienstatuette (böhmisch, um 1420) ihre Aufstellung, die als Gnadenbild „Maria Bründl“ den Mittelpunkt der Marienverehrung im Kloster Und bildete.
An der Nordostseite der Kirche befindet sich ein kleiner Kapellenbau, der 1739 für die Figurengruppe Anna Maria lesen lehrend geschaffen wurde. Es handelt sich dabei um eine Steinskulptur aus der ersten Hälfte des 14. Jahrhunderts, die als Dokument der Spätgotik einen besonders hohen Stellenwert in der Kremser Kunstentwicklung besitzt.
Von 2009 bis 2016 wurde die Kirche renoviert, die Kosten betrugen 3,925 Millionen Euro.

## Orgel
Die Orgel von 1986 wurde von Orgelbaumeister Gerhard Hradetzky erbaut. Sie verfügt über 43 Register, die auf drei Manuale und Pedal verteilt sind. Die Disposition lautet wie folgt:
| I Hauptwerk C–a3  |        |
| Bourdon           | 16′    |
| Principal         | 8′     |
| Flauto            | 8′     |
| Viola da Gamba    | 8′     |
| Octav             | 4′     |
| Violetta          | 4′     |
| Quinta major      | 2 2/3′ |
| Superoctav        | 2′     |
| Mixtur major IV–V | 2′     |
| Mixtur minor II   | 1 ⁄3′  |
| Horn              | 3 1/5′ |
| Trompeta          | 8′     |
| Trompeta          | 4′     |

| II Positiv C–a3 |        |
| Principal       | 8′     |
| Onda di Voce    | 8′     |
| Flauto          | 8′     |
| Octav           | 4′     |
| Flauto          | 4′     |
| Duodecima       | 2 2/3′ |
| Ottavino        | 2′     |
| Ciufoli         | 1 3⁄5′ |
| Quinta minor    | 1 ⁄3′  |
| Ripieno III–IV  | 1 ⁄3′  |
| Ripieno III     | 1′     |
| Contra Fagott   | 16′    |
| Fagott          | 8′     |
| Tromolo         |        |

| III Continuo C–a3 |       |
| Copel             | 8′    |
| Flauto            | 4′    |
| Flagiolet         | 2′    |
| Quinta            | 1 ⁄3′ |
| Tertia repetens   | 4⁄5′  |
| Cimbal III        | 1′    |
| Tomboncini        | 8′    |

| Pedal C–f1      |         |            |
| Subbass         | 16′     |            |
| Contra-Pricipal | 16′     |            |
| Quintbass       | 10 2/3′ |            |
| Principal       | 8′      |            |
| Octav           | 4′      |            |
| Cornet major IV | 3′      |            |
| Cornet minor II | 2′      |            |
| Bombard         | 16′     | (von Holz) |
| Posaune         | 8′      |            |
| Tromboni        | 4′      |            |

- Koppeln: II/I, III/I, III/II, I/P, II/P
- Nebenregister: Uccelli (Vogelsang)

## Bildergalerie

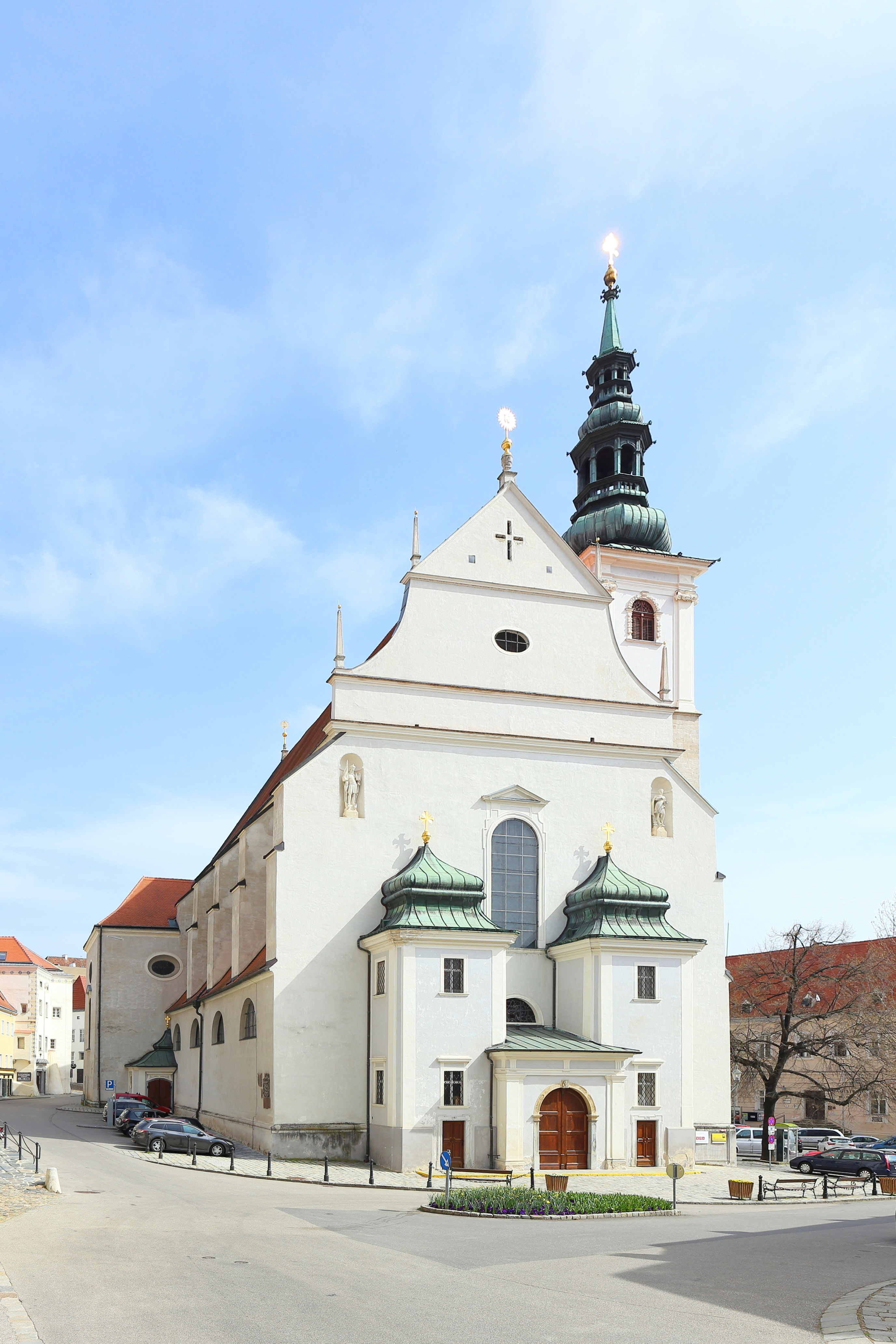
Nordostansicht
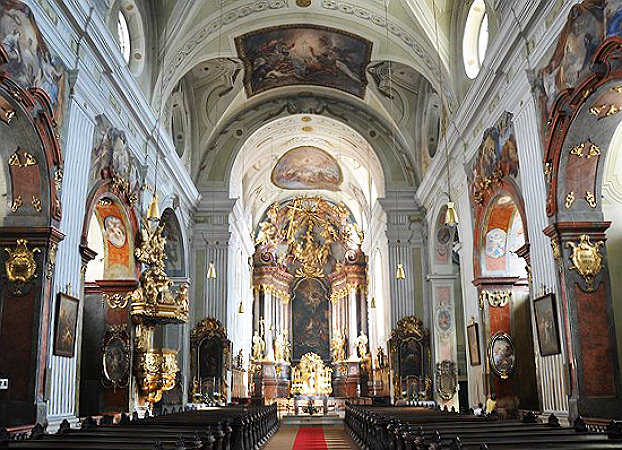
Innenansicht
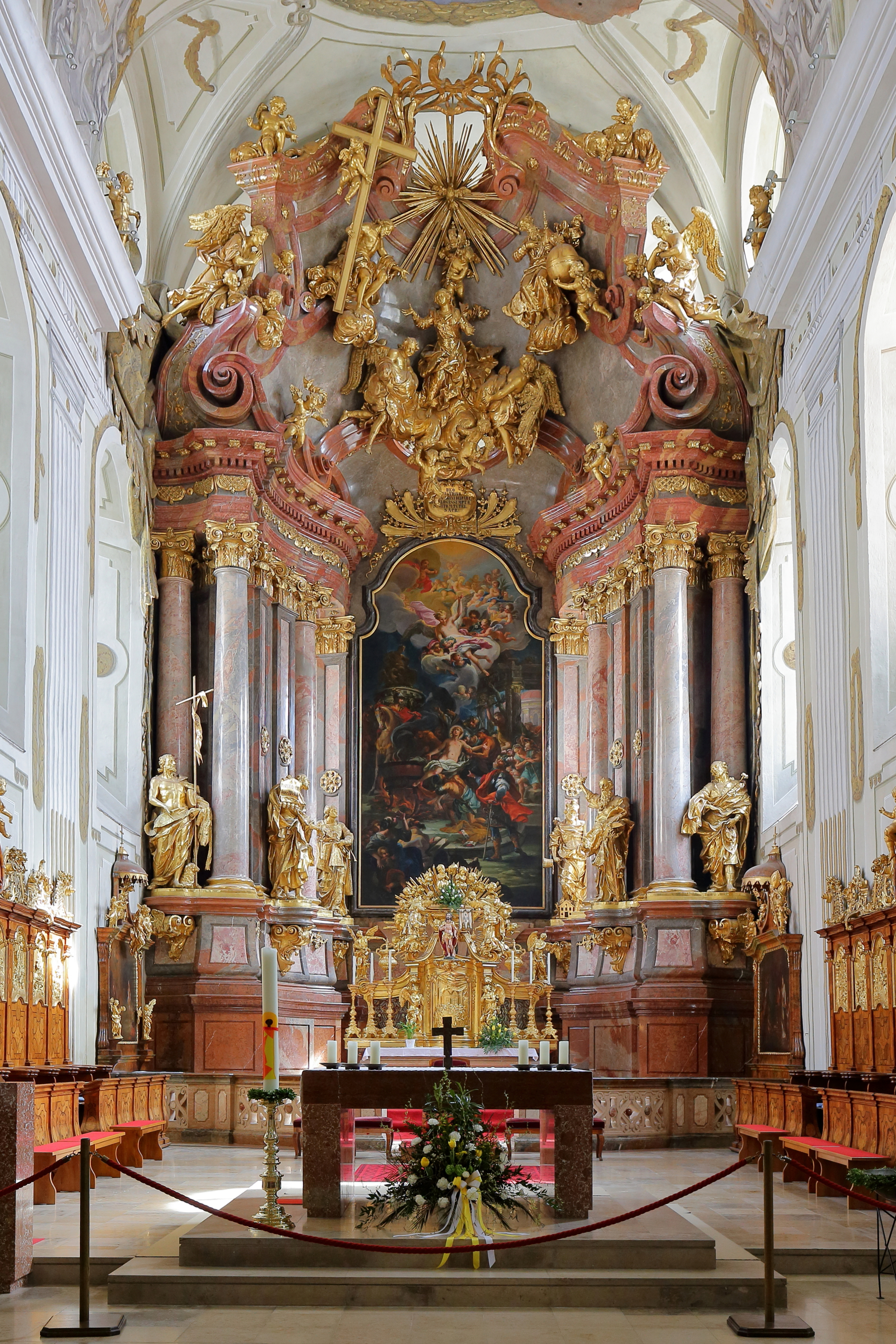
Hochaltar
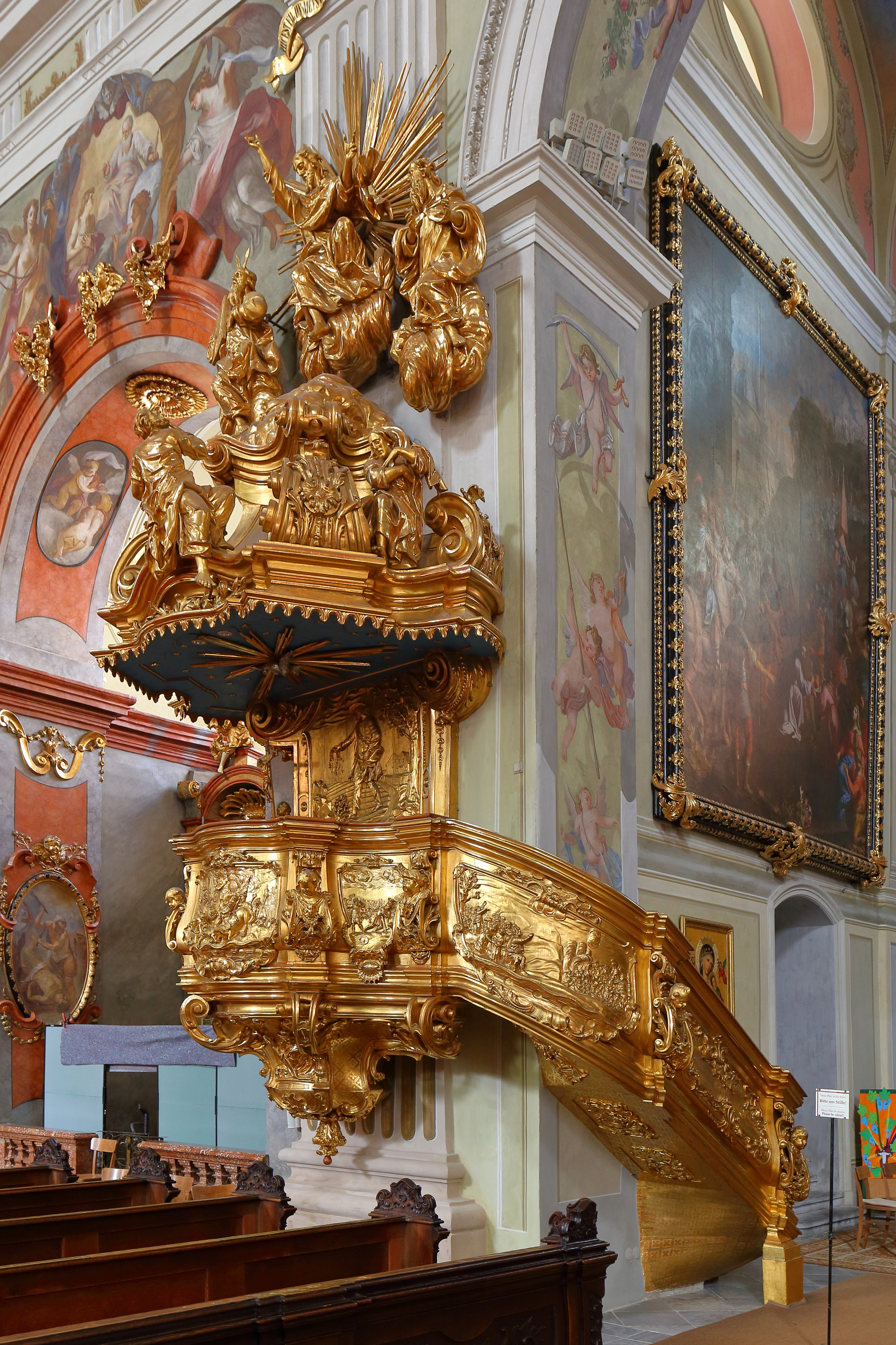
Kanzel
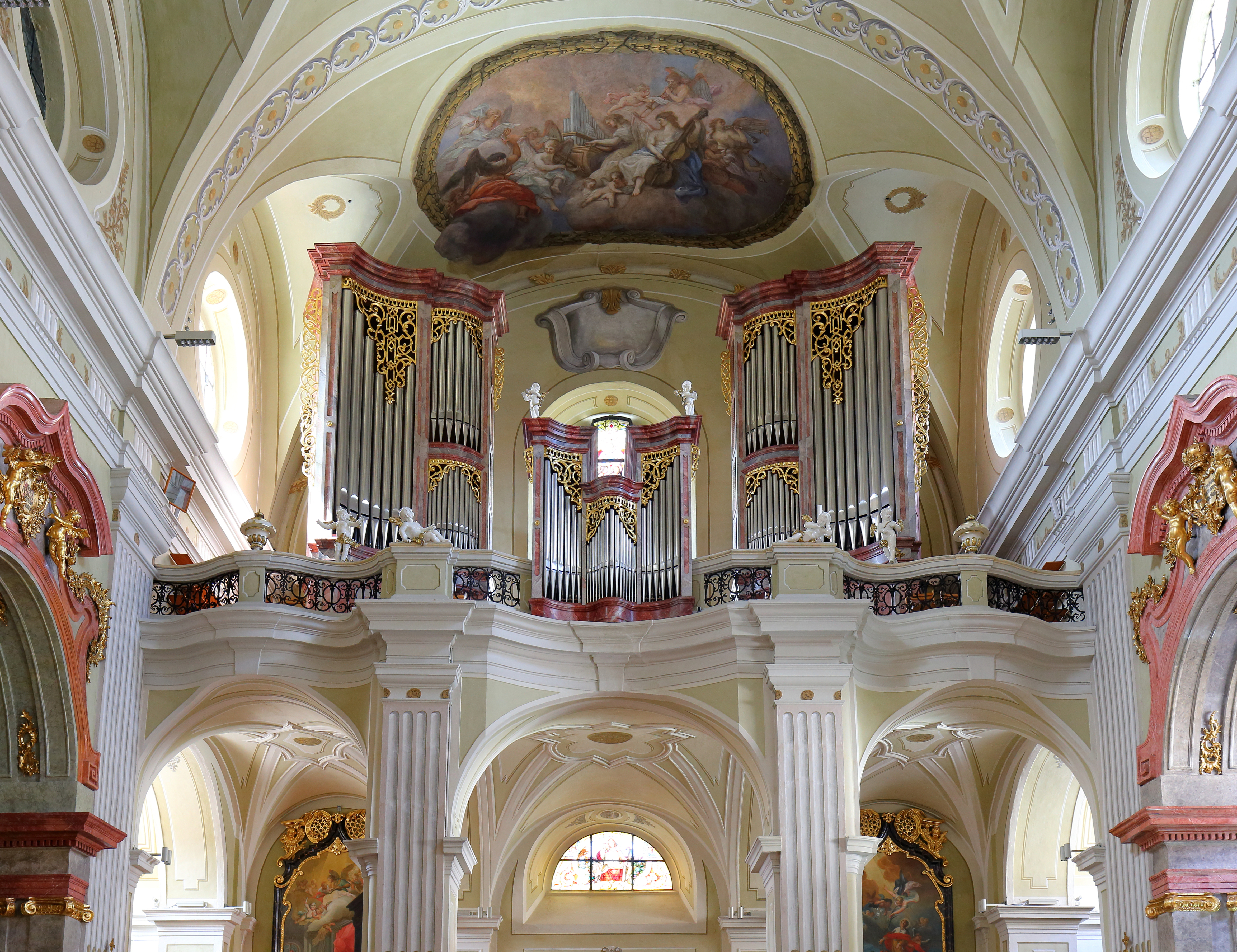
Orgelempore